# Nicholas Turland
Nicholas J. Turland (1966) is een Britse botanicus.
Hij was werkzaam op de afdeling botanie van het Natural History Museum in Londen waar hij samenwerkte met Charlie Jarvis aan het Linnaean Plant Name Typification Project, dat zich richtte op het in kaart brengen ven het potentiële typeplantmateriaal verbonden aan de meer dan 9000 botanische namen die zijn gepubliceerd door Carl Linnaeus. Vanaf 1997 is Turland verbonden aan de Missouri Botanical Garden. Hij is co-directeur van het project Flora of China.
Turland is vicerapporteur van de sectie nomenclatuur van het Internationaal Botanisch Congres. Tevens is hij secretaris van het redactiecomité van de International Code of Botanical Nomenclature.
Turland is gespecialiseerd in de flora van China, de flora van het Middellandse Zeegebied (vooral Griekenland en Kreta) en Macaronesië, botanische nomenclatuur en de typering van botanische namen uit het linneaanse tijdperk, en de ontwikkeling van databases.
Turland houdt zich bezig met het project Flora of China, dat erop gericht is om de flora van China in kaart te brengen. Voor de flora van Kreta en Karpathos houdt hij een floristische database bij.
Samen met John Fielding en Brian Matthew is Turland verantwoordelijk voor het boek Flowers of Crete, waarvan in 2005 en 2008 edities verschenen bij Kew Publishing. Turland is (mede)auteur van artikelen in wetenschappelijke tijdschriften als Botanical Journal of the Linnean Society, Novon en Willdenowia.
In november en december 2000 verzamelden Turland en Mike Gilbert planten in Hainan op een expeditie, die werd gesponsord door de National Geographic Society.